# Station Radków
Station Radków is een spoorwegstation in de Poolse plaats Radków.